# Troisième circonscription de la préfecture d'Akita
La troisième circonscription de la préfecture d'Akita (秋田県第3区, Akita-ken dai-san-ku) est l'une des trois circonscriptions législatives que compte la préfecture d'Akita au Japon.

## Description géographique
Entre 1994 et 2013, la troisième circonscription de la préfecture d'Akita regroupait les villes de Yokote, Honjō (ja), Yuzawa et Ōmagari (ja) et les districts de Yuri (ja), Senboku, Hiraka (ja) et Ogachi.
Depuis 2013, elle comprend les villes de Yokote, Yuzawa, Yurihonjō, Daisen, Nikaho et Senboku et les districts de Senboku et Ogachi,.

## Députés
| Législature | Début de mandat | Fin de mandat | Député élu               | Parti politique | Parti politique |
| ----------- | --------------- | ------------- | ------------------------ | --------------- | --------------- |
| 41e         | 1996            | 2000          | Kanezō Muraoka (ja)      |                 | PLD             |
| 42e         | 2000            | 2003          | Kanezō Muraoka (ja)      |                 | PLD             |
| 43e         | 2003            | 2005          | Nobuhide Minorikawa (ja) |                 | SE              |
| 44e         | 2005            | 2009          | Nobuhide Minorikawa (ja) |                 | PLD             |
| 45e         | 2009            | 2012          | Kimiko Kyōno (ja)        |                 | PDJ             |
| 46e         | 2012            | 2014          | Nobuhide Minorikawa      |                 | PLD             |
| 47e         | 2014            | 2017          | Nobuhide Minorikawa      |                 | PLD             |
| 48e         | 2017            | 2021          | Nobuhide Minorikawa      |                 | PLD             |
| 49e         | 2021            | 2024          | Nobuhide Minorikawa      |                 | PLD             |
| 50e         | 2024            | -             | Toshihide Muraoka (ja)   |                 | PDP             |